# El Picón
El Picón es una montaña situada en el municipio de Encinedo en el suroeste de provincia de León, el la Sierra de la Cabrera. Culmina a 2079m.
- Datos: Q5822833